# Gvirgvina (Balta)
Gvirgvina (en georgiano: გვირგვინა; en ruso: Гвиргвина) o Didinyin (en osetio: Дидинджын) es una aldea que pertenece a la parcialmente reconocida República de Osetia del Sur, parte del distrito de Znaur, aunque de iure pertenece al municipio de Tighvi de la región de Iberia Interior de Georgia.

## Geografía
Gvirgvina se encuentra en la vertiente oriental de la cordillera de Liji, a orillas del río Lopaniskali, al este de Kornisi.  

## Demografía
La evolución demográfica de Gvirgvina entre 1916 y 2015 fue la siguiente:
| 70                                                       | 139 | 119 | 103 | 150 | 54 | 35 |
| (Fuente: Population of South Ossetia since Soviet times) |     |     |     |     |    |    |

Según el censo soviético de 1959, la mayoría de la población local eran osetios. En los distintos censos, la composición étnica de la aldea era la siguiente:
|              | 1916      | 1916       | 1989      | 1989       |
| Grupo étnico | Población | Porcentaje | Población | Porcentaje |
| ------------ | --------- | ---------- | --------- | ---------- |
| Georgianos   | 0         | 0%         | 0         | 0%         |
| Osetios      | 70        | 100%       | 54        | 100%       |
| Total        | 70        | 100%       | 54        | 100%       |